# Surjeteuse

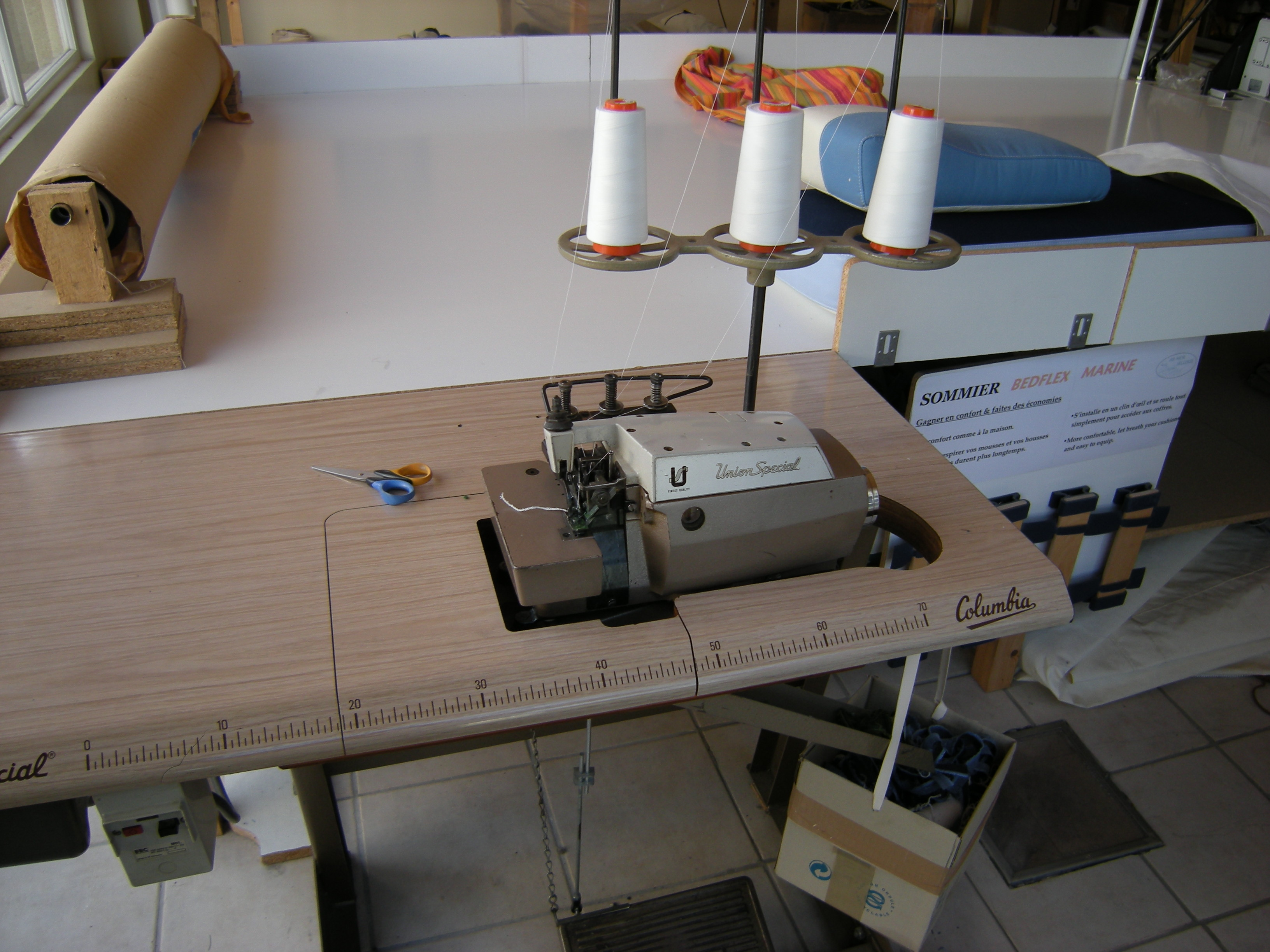
Surjeteuse 3 fils dans un atelier de sellerie nautique (voir l'article voilerie)

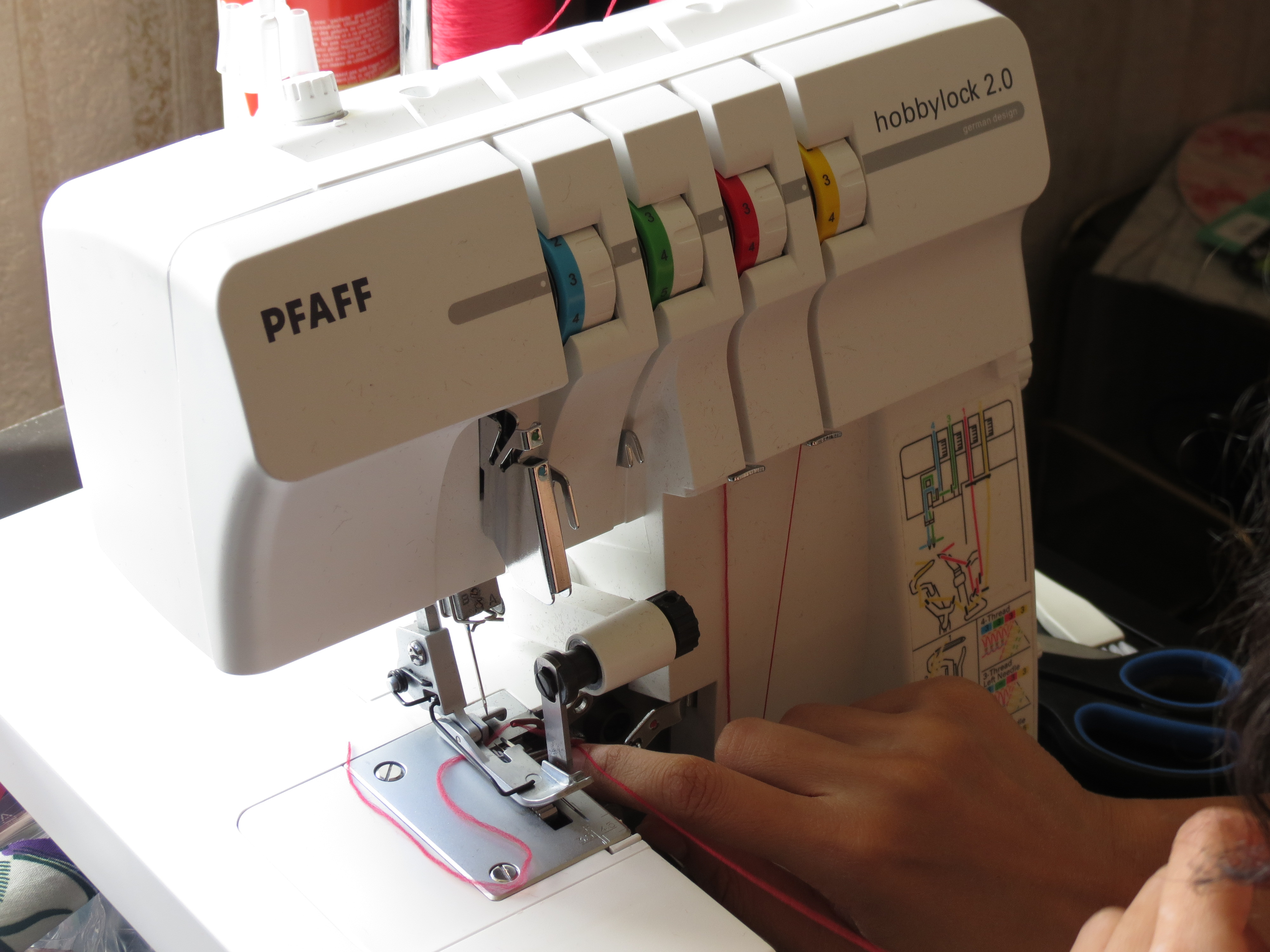
Surjeteuse domestique

La surjeteuse est un type particulier de machine à coudre, qui permet de couper, piquer et surfiler un ou deux tissus en une seule opération. Cela permet à la fois d'assembler des tissus et d'effectuer les finitions. Le principal point utilisé est le point de surjet, c'est un point utilisant 3 ou 4 fils. Les coutures effectuées sont élastiques et particulièrement adaptées aux tissus modernes comme le jersey et le lycra.
Contrairement à la machine à coudre (piqueuse ou zigzag), la surjeteuse possède deux boucleurs en guise de navette, une ou deux aiguilles et selon les modèles utilise de 3 à 5 bobines de fils simultanément. Elle peut se substituer à la machine à coudre pour l'assemblage, mais ne permet pas de réaliser des points de piqûres simples (point droit). Toutefois, elle permet un assemblage plus rapide, sans nécessité de surfilage.